# رنگ خدا
رنگ خدا فیلمی ایرانی به کارگردانی مجید مجیدی محصول سال ۱۳۷۷ است. رنگ خدا چهارمین ساخته بلند مجید مجیدی است.

## خلاصه داستان
محمد فرزند نابینای هاشم که در مدرسه نابینایان تحصیل می‌کند برای گذراندن تعطیلات به خانه بازمی‌گردد…

## بازیگران
| بازیگر              | نقش                 |
| ------------------- | ------------------- |
| حسین محجوب          | هاشم                |
| محسن رمضانی         | محمد                |
| سلمه فیضی           | مادربزرگ            |
| الهام شریفی         | هانیه               |
| فرحناز صفری         | بهاره               |
| بهزاد رفیعی         | معلم روستا          |
| مقدم بهبودی         | مدیر مدرسه          |
| محمد رحمانی         | معلم مجمع نابینایان |
| مرتضی فاطمی         | استاد نجاری         |
| ساقی (معصومه) زینتی | زن جوان             |

## نظرها
- استیفان هلدن در نگاهی مشابه ابرت در ۲۵ سپتامبر ۱۹۹۹ در نیویورک تایمز می‌نویسد: «این فیلم در حد بالاترین درجه وضوحی که یک فیلم ممکن است بدان برسد، نشان می‌دهد که دارای رسالتی دینی است، اما تجربه‌ای ژرف از تأمل در جهان طبیعی را در اختیار ما قرار می‌دهد… فیلم رنگ خدا گوهری دیگر است که از سرچشمه‌ای واحد، یعنی از یکی از پویاترین سینماهای ملی جهان به ما عرضه شده‌است.»

## فروش
فیلم رنگ خدا در ایالات متحده آمریکا از راه فروش در حدود فقط سی سینما حدود دو میلیون دلار به دست آورد. با توجه به قیمت ناچیز بلیت آن، این مبلغ، برای هر سینمای خاورمیانه‌ای و بسیاری از سینماهای دیگر به جز فیلم تایوانی آنجلی که اسکار سال ۲۰۰۰ را گرفت، بی‌سابقه است.

## جوایز
- جایزه بهترین فیلم انجمن منتقدان فیلم اروگوئه ۲۰۰۲
- نامزده جایزه بهترین فیلم خارجی زبان انجمن منتقدان فیلم دالاس‌فورت وورث ۲۰۰۱
- نامزد جایزه کلو ترو دیس بهترین کارگردانی و بهترین فیلمنامه ۲۰۰۱
- نامزد جایزه بهترین فیلم خارجی زبان دایره منتقدان فیلم لندن ۲۰۰۱
- جایزه بهترین بازیگر نقش اول مرد جشنواره بین‌المللی فیلم سینه مانیلا ۲۰۰۰
- جایزه بهترین کارگردانی جشنواره بین‌المللی فیلم سینه مانیلا ۲۰۰۰
- ذکر ویژه بخش آزاد جشنواره فیلم جیفونی ۲۰۰۰
- فیلم سوم دایره منتقدان فیلم بوستون ۲۰۰۰
- نامزد بهترین فیلم بین‌المللی جوایز هنرمند جوان ۲۰۰۰
- برنده جایزه بزرگ و جایزه تماشاگران جشنواره فیلم والنسین ۲۰۰۰
- جایزه بهترین فیلم خارجی زبان انجمن منتقدان فیلم سن دیگو ۲۰۰۰
- جایزه ویژه هیئت داوران جشنواره بین‌المللی فیلم خیخون ۱۹۹۹
- جایزه ویژه داوران جوان جشنواره بین‌المللی فیلم خیخون ۱۹۹۹
- نامزد جایزه آستوریاس جشنواره بین‌المللی فیلم خیخون ۱۹۹۹
- برنده جایزه بزرگ جشنواره بین‌المللی فیلم مونترال ۱۹۹۹
- برنده سیمرغ بلورین بهترین فیلم از نگاه تماشاگران جشنواره فیلم فجر ۱۳۷۷

### هفدهمین دوره جشنواره فیلم فجر
| قسمت                          | نامزد                     | نتیجه    | جایزه        |
| ----------------------------- | ------------------------- | -------- | ------------ |
| بهترین فیلم                   | مجید مجیدی                | نامزدشده | سیمرغ بلورین |
| بهترین کارگردانی              | مجید مجیدی                | نامزدشده | سیمرغ بلورین |
| بهترین بازیگر نقش اول مرد     | محسن رمضانی               | نامزدشده | سیمرغ بلورین |
| بهترین بازیگر نقش مکمل مرد    | حسین محجوب                | برنده    | سیمرغ بلورین |
| بهترین صدابرداری              | محمدرضا دلپاک             | برنده    | سیمرغ بلورین |
| بهترین صداگذاری               | محمدرضا دلپاک             | برنده    | سیمرغ بلورین |
| بهترین فیلم‌برداری             | محمد داوودی (فیلم‌بردار)   | نامزدشده | سیمرغ بلورین |
| بهترین طراحی صحنه و لباس      | اصغرنژاد ایمانی           | نامزدشده | سیمرغ بلورین |
| بهترین چهره‌پردازی             | سیدمحسن موسویو نازی حشمتی | نامزدشده | سیمرغ بلورین |
| بهترین فیلم از نگاه تماشاگران | مجید مجیدی                | برنده    | سیمرغ بلورین |

جشنواره خیخون ۱۹۹۳

## یادداشت
1. ↑  در خارج از ایران با عنوان رنگ بهشت اکران شد.